# Capucin damier
Lonchura punctulata
Espèce
Statut de conservation UICN

 LC  : Préoccupation mineure
Le Capucin damier ou Damier commun (Lonchura punctulata) est une espèce de passereau appartenant à la famille des Estrildidae.

## Morphologie
Le capucin damier est un petit passereau qui mesure jusqu'à 12 cm de long.
Il est marron avec un ventre aux plumes noires et blanches qui font penser à des écailles.

Mâle et femelle ont la même apparence.

## Comportement
C'est, comme tous les estrildidés, un granivore très grégaire.

### Reproduction

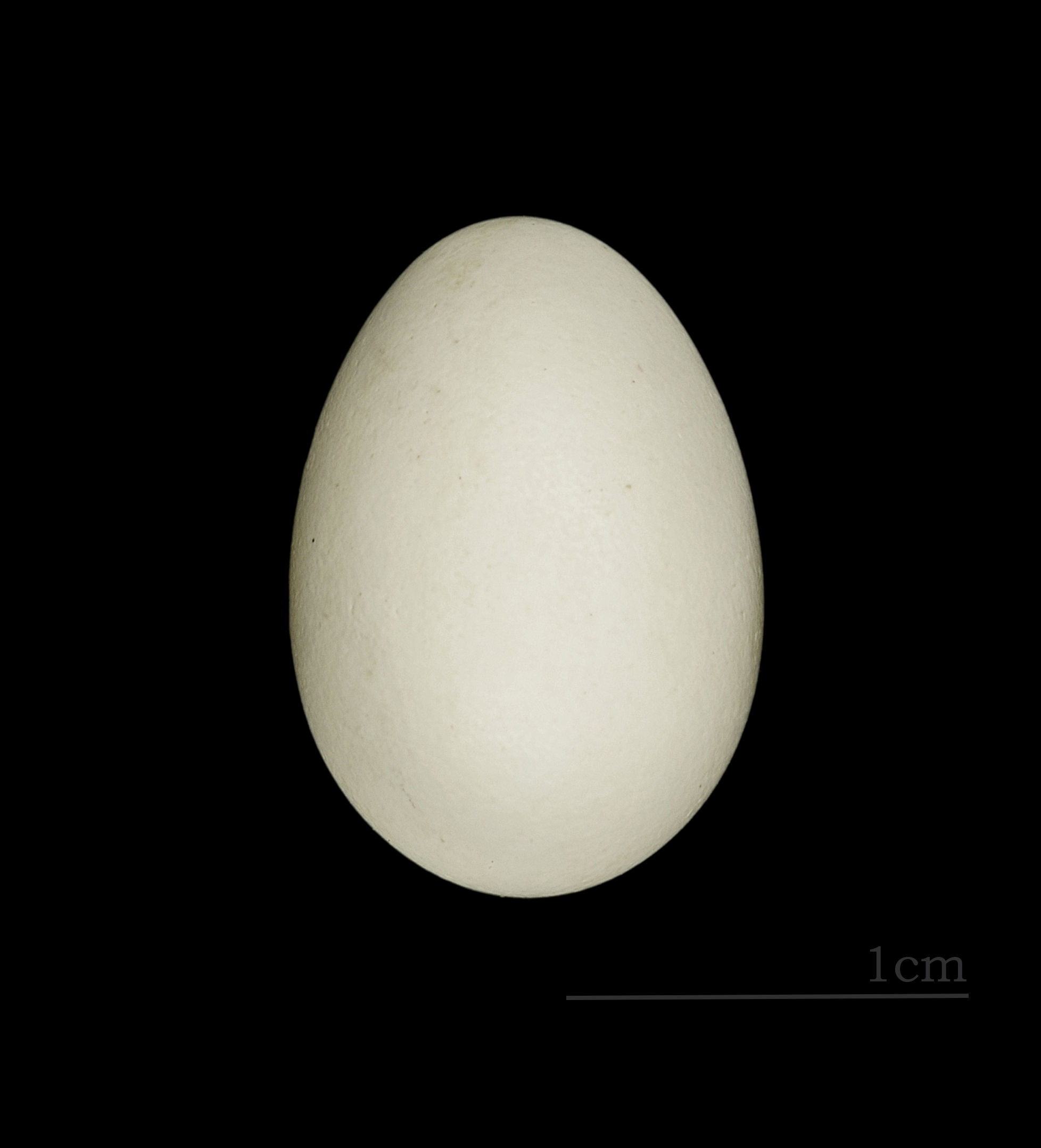
Œufs de Lonchura punctulata Muséum de Toulouse

## Répartition et habitat
Cet oiseau est répandu dans tout le sud asiatique, le sud-est asiatique et le sud de la Chine. 

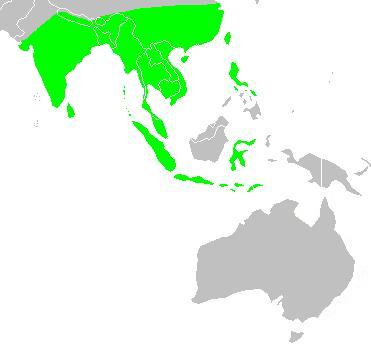
Aire de répartition du capucin damier

Il a été introduit en Australie, en Guadeloupe, à Maurice, à La Réunion, aux Seychelles et à Hawaï.
Il vit dans les habitats ouverts, les prairies, les zones arbustives.

## Systématique
L'espèce a été décrite  par le naturaliste suédois Carl von Linné en 1758, sous le nom iniitla de Loxia punctulata.

### Synonyme
- Loxia punctulata Linné, 1758 protonyme

### Taxinomie
Sous-espèces
Cet oiseau est représenté par douze sous-espèces peu différentes entre elles si ce n'est par l'intensité des couleurs et quelques variations dans le dessin du plumage.

## Galerie de photographies

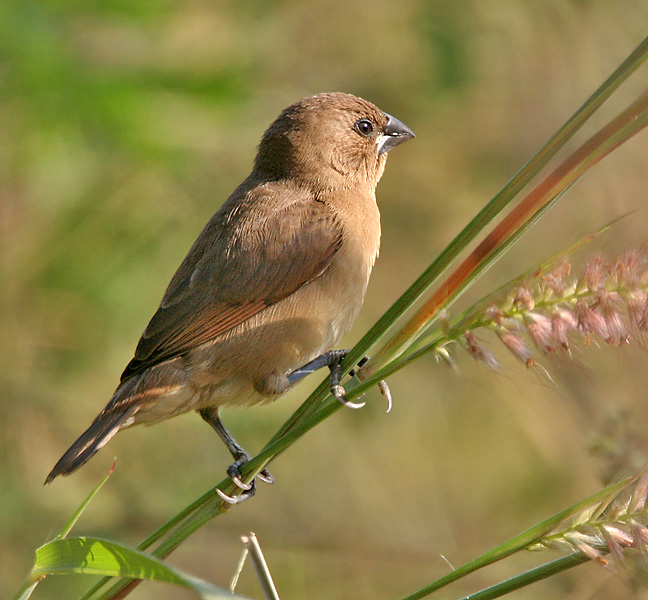
Jeune, Inde
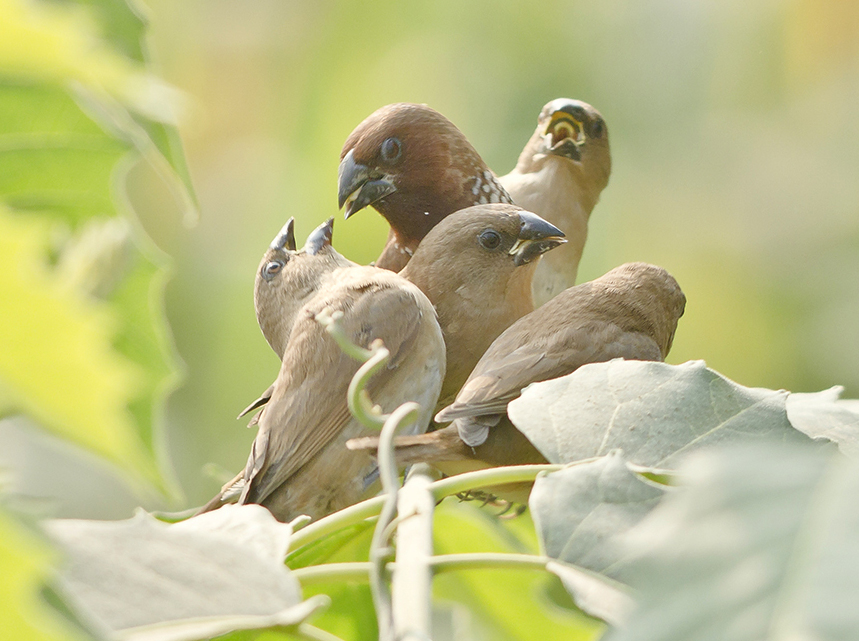
Adulte nourrissant des jeunes
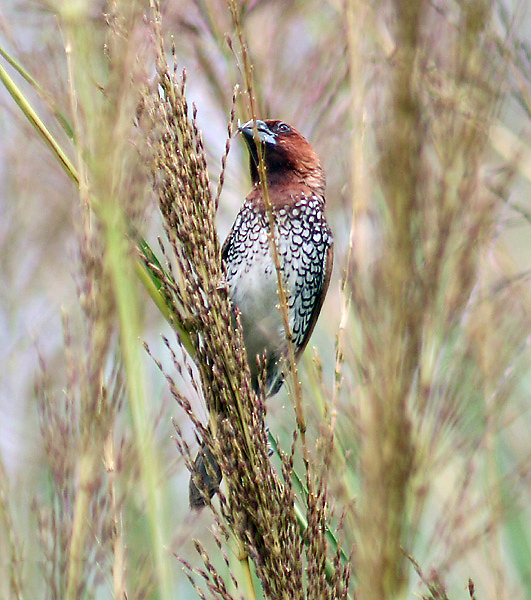
Adulte, Inde
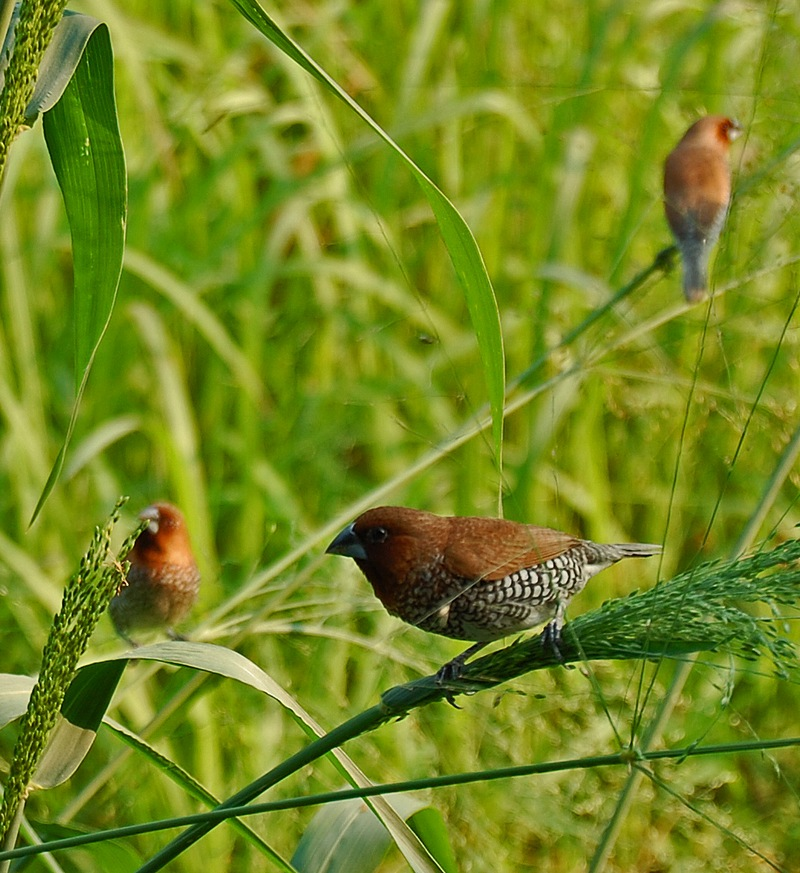
Adultes en groupe, Java, Indonésie
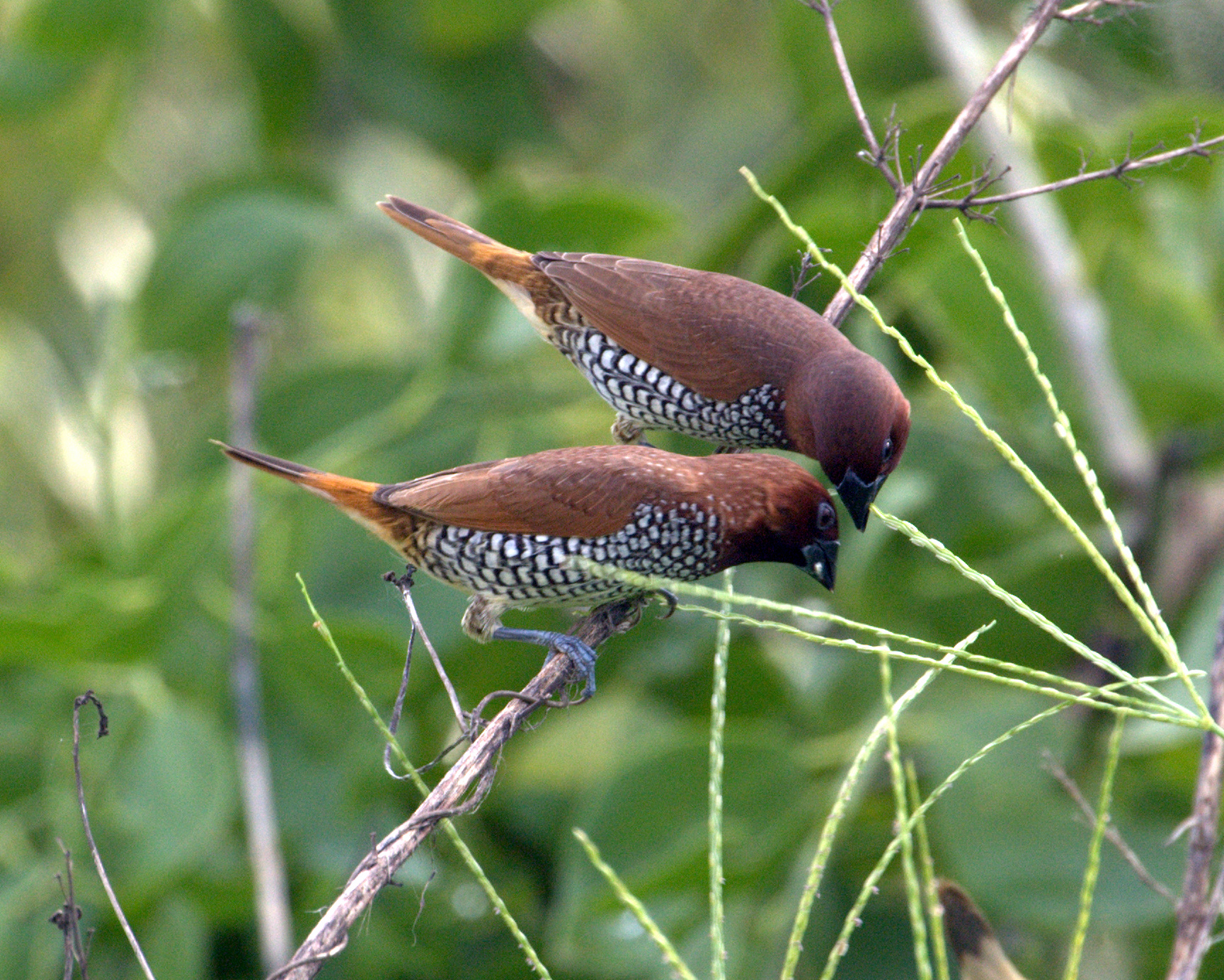
Couple